# Thomas Spitschka
Thomas Spitschka (* 1988 in München) ist ein deutscher Kameramann.

## Leben und Karriere
Thomas Spitschka studierte zunächst Audiovisuelle Medien mit Schwerpunkt Kamera an der Beuth Hochschule für Technik Berlin, bevor er ab 2014 seine Ausbildung an der Hochschule für Fernsehen und Film München (HFF) fortsetzte. Bereits während seines Studiums sammelte er praktische Erfahrungen als Kameraassistent.
In den folgenden Jahren war er als Kameramann überwiegend im Bereich Werbefilm tätig und hat mit Unternehmen wie Allianz SE, McDonald’s und Puma zusammengearbeitet.
Daneben arbeitet er für verschiedene Film- und Serienproduktionen, darunter die Doku-Serie CheXpedition für das BR-Kinderprogramm (2020). Spitschka war Kameramann bei Kurzfilmen wie Pig Heart (2019). 2025 erschien in der Reihe BR Story die TV-Dokumentation Was Bayern zusammenhält, an der Spitschka als Kameramann beteiligt war.

## Filmografie (Auswahl)
- 2017: Regretting Motherhood (Kurzfilm)
- 2019: Pig Heart (Kurzfilm)
- 2020: CheXpedition (Dokumentarserie, 9 Episoden)
- 2021: Miliz!
- 2025: Vaterstetten (Kurzfilm)
- 2025: BR Story – Was Bayern zusammenhält (TV-Dokumentation)